# Авсюнино (посёлок)
Авсюнино — посёлок в Московской области России. Входит в Орехово-Зуевский городской округ.
Расстояние от Москвы по Егорьевскому шоссе и другим дорогам 120 км. Население — 5529 чел. (2021).
В 1994—2006 годах — центр Дороховского сельского округа. В 2006-2017 годах — центр сельского поселения Дороховское в бывшем Орехово-Зуевском муниципальном районе Московской области.
В посёлке находится железнодорожная станция Авсюнино.
Название связано с именем Авсюня — уменьшительная форма личного имени Евсей.

## Связь
Услуги телефонной связи и доступ в Интернет предоставляют операторы Ростелеком и Кредо-Телеком.

## Население
| 1926 | 2002  | 2006  | 2010  | 2021  |
| ---- | ----- | ----- | ----- | ----- |
| 103  | ↗5191 | ↗5244 | ↘4947 | ↗5529 |